# Club Space

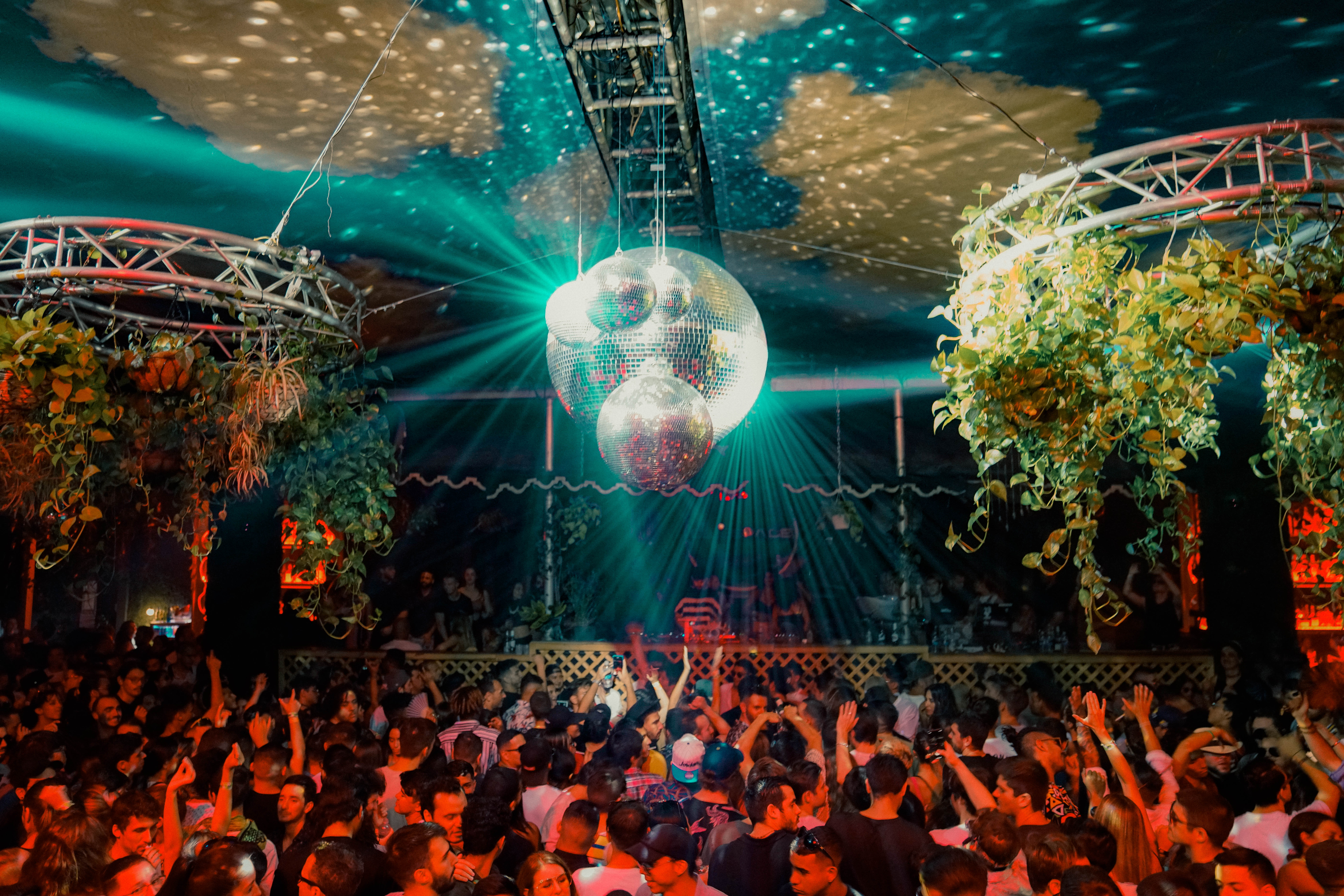
Club Space (Terrace)

Club Space ist ein Club in Downtown-Miami, Vereinigte Staaten. Er hat ein Fassungsvermögen von 2500 Personen.
Der Club wurde 2000 in einem Lagerhaus gegründet und 2003 an dem heutigen Standort weitergeführt. Nach den ersten etwas schleppend gehenden Jahren wurde das Konzept auf Elektronische Tanzmusik festgelegt und mit internationalen Line-Ups zum Erfolg geführt. Als einer der wenigen US-Clubs hat das Space eine 24-Stunden-Lizenz. Seit 2007 wird die Stätte in der Liste der weltweiten Top100-Clubs des britischen DJ Magazines geführt. 2016 geschah ein Betreiberwechsel und man erarbeitete einen neuen Look, so wurde der Erdgeschoss-Floor zu einem Live-Club umgestaltet. 2019 wurde der Club mit dem International Dance Music Award ausgezeichnet.

## Areale
- The Ground: Club mit Bühne im Erdgeschoss für 555 Personen
- Floyd: Bar im Erdgeschoss
- Terrace: große Outdoor-Area im ersten Stock
- Loft: kleiner Saal im ersten Stock